# José Manuel Flores Moreno
José Manuel Flores Moreno, més conegut com a Chico (Cadis, 6 de març de 1987) és un exfutbolista andalús, que ocupava la posició de defensa.

## Trajectòria
Comença a jugar a les files del Cadis CF, primer al seu filial. La temporada 06/07 disputa tres partits amb el primer planter, a Segona Divisió. A l'any següent és cedit al Racing Club Portuense i al FC Barcelona Atlètic.
El 2008 fitxa per la UD Almería, amb qui debuta a la màxima categoria.
La temporada 2010/11 fitxa pel Genoa CFC d'Itàlia. Va debutar en la Sèrie A el 19 de setembre de 2010 en un partit contra el Parma.

## Selecció espanyola
Ha estat internacional sub-21 amb la selecció espanyola, i hi va participar en l'Europeu de la categoria celebrat el 2009 a Suècia.